# West Deeping
West Deeping – wieś w Anglii, w hrabstwie Lincolnshire. Leży 65 km na południe od Lincoln i 130 km na północ od Londynu.